# Battaglia di Narva (1700)
La battaglia di Narva fu combattuta il 30 novembre 1700 a Narva, nell'ambito della Grande guerra del nord, e vide opporsi tra loro gli eserciti dell'Impero svedese (che contava circa 10 000 unità) e dell'Impero russo (formato da 40 000 soldati), che aveva invaso la città estone, allora sotto il controllo svedese. Nonostante la pesante inferiorità numerica, l'esercito svedese riuscì a sconfiggere quello russo dopo solo tre ore di duro combattimento, ed a costringerlo alla ritirata in Polonia.

## Antefatto
Con l'invasione della Livonia da parte della truppe polacco-sassoni aveva avuto inizio la Grande guerra del nord. Una coalizione fra la Danimarca di Federico IV, la Norvegia, la Polonia e la Sassonia di Augusto II, la Russia ed i livoniani di Jean Reginold Patkul erano entrati in guerra con la Svezia di Carlo XII. Federico IV invase lo Schleswig-Holstein, il cui duca era cognato di Carlo XII di Svezia, ed assediò Toenningen mentre i livoniani di Patkul assediavano Riga. Carlo XII di Svezia, un condottiero nato, passò immediatamente all'offensiva.
Dopo aver costretto la Danimarca, con la vittoria di Copenaghen (8 agosto 1700), e grazie anche all'aiuto dell'Olanda e dell'Inghilterra, alla pace di Travendal, si rivolse ad est, ove la Russia, che il 19 agosto del 1700 era entrata in guerra contro la Svezia, si stava muovendo. A metà settembre le avanguardie dell'esercito russo raggiunsero la città fortificata di Narva ed ai primi di ottobre ne iniziarono l'assedio erigendo mura e scavando fossati all'esterno mentre la cavalleria cosacca devastava l'Estonia orientale. Gli effettivi russi ammontavano a circa 40000 uomini mentre i difensori di Narva erano meno di 4 000 (3 000 fanti, 200 cavalieri e 300 civili armati).
Dal 4 al 14 novembre l'artiglieria russa bombardò senza successo le difese della città, finché rimase senza munizioni e dovette attendere i rifornimenti per poter riprendere il bombardamento. A quel punto si verificarono due eventi importanti, entrambi poco rassicuranti per i russi: Augusto II aveva lasciato la Livonia e si era ritirato con le sue truppe nei quartieri invernali in Curlandia e un'armata svedese, al comando del re Carlo XII assistito dal generale Carl Gustav Rehnskiöld, era sbarcata a Pernau. Si trattava di una forza complessiva di 10 500 soldati circa, che si erano messi in marcia da Reval e si stavano dirigendo verso Narva.
Costoro dovettero attraversare le lande desertificate dalle pattuglie russe: nessuna possibilità di trovar cibo, né per gli uomini né per i cavalli, solo paesi e cascinali bruciati dal nemico. Il tempo si guastò e cadde prima una pioggia insistente che presto si trasformò in neve rendendo più difficile sia la marcia che il riposo notturno, che doveva per forza di cose avvenire all'addiaccio. Le truppe svedesi ed il loro condottiero soffrirono freddo e fame. Essi superarono senza fermarsi tre passi montani e nella gola di Pyäjöggi vi furono alcune scaramucce tra le loro avanguardie e reparti di truppe russe, che si risolsero a favore degli svedesi. Il 19 novembre la stremata armata svedese giunse in vista di Narva.
Alla notizia dell'esito dei combattimenti avvenuti nelle gole di Pyäjöggi, lo zar Pietro I abbandonò precipitosamente il campo ed affidò il comando dell'armata russa al duca Carlo Eugenio di Croÿ, un nobile olandese al servizio dei russi. Sfortunatamente Croy non conosceva la lingua russa e di conseguenza aveva molte difficoltà ad impartire gli ordini agli ufficiali russi (nell'armata militavano inoltre molti ufficiali tedeschi per i quali sussisteva il medesimo problema del duca di Croy). A ciò si aggiunga che egli non condivideva il modo con il quale l'esercito russo si era schierato di fronte a Narva: con un lavoro di settimane le truppe russe avevano eretto un doppio muro dinnanzi alla città.
La fortificazione si estendeva verso est di fronte alla guarnigione della città assediata e verso ovest fronteggiava un eventuale attacco di truppe esterne con trincee e fossati dotati di pali appuntiti mentre gli accampamenti stavano nel mezzo. Da esperto soldato e comandante qual era, Croy sapeva che una linea di difesa disposta per una lunghezza di 7 chilometri era troppo ampia: in quel modo le forze erano troppo disperse e le trincee poco difese. Egli si rese subito conto che un attacco nemico concentrato su un punto del trinceramento russo avrebbe condotto alla rottura della linea di difesa mentre anche la fortificazione ad ovest verso la città avrebbe dovuto essere allo stesso modo difesa da una sortita delle truppe assediate. Ma non c'era più tempo per una ristrutturazione dello schieramento russo poiché le truppe svedesi erano ormai in vista della città.

## La battaglia
Il 30 novembre, alle prime luci dell'alba, gli svedesi lasciarono il loro accampamento e verso le 10 di mattino raggiunsero il campo di battaglia. Carlo XII ed il suo generale Carl Gustav Rehnskiöld riconobbero subito il punto debole dello schieramento russo e decisero di concentrare il loro attacco contro la troppo estesa linea di difesa russa su un solo punto. L'esercito svedese si divise in due parti, verso nord e verso sud, per aggirare dall'interno i russi e l'attacco iniziò verso le due del pomeriggio. Sfortunatamente per i russi, l'inizio dell'attacco coincise con quello di una tempesta di neve che li colpì di fronte, mentre gli svedesi poterono combattere con il vento alle spalle.
Le cannonate svedesi distrussero le truppe nemiche nelle trincee mentre quelle russe non riuscivano a raggiungere il bersaglio a causa del forte vento contrario. In meno di mezz'ora nel trinceramento russo regnò il caos: il duca di Croy dava ordini cui il vice comandante, principe Dolgorouki, si rifiutava di obbedire e gli ufficiali russi si sollevarono contro quelli tedeschi, massacrando il segretario del duca, colonnello Lyon, e molti altri. L'armata russa divenne un solo mucchio disordinato di soldati, la maggior parte dei reggimenti si erano letteralmente sciolti e gli esperti combattenti svedesi ebbero presto ragione delle inesperte reclute russe disperdendole nelle direzioni nord e sud.
La fanteria russa fu presa dal panico e cercò scampo fuggendo verso ovest attraverso l'unico ponte esistente mentre l'indisciplinata cavalleria cosacca, voltati i cavalli, si diede alla fuga buttandosi a capofitto nel fiume Narva: migliaia di cavalieri e cavalli annegarono così nelle sue fredde acque. Il duca di Croy e gli ufficiali tedeschi, che temevano più i russi sollevati contro di loro che i nemici svedesi, si arresero al conte svedese Stenbock. Le ultime resistenze russe finirono la sera stessa. Alla fine della battaglia la situazione in campo svedese era la seguente: 31 ufficiali e 646 soldati svedesi caduti e 1 200 feriti mentre finirono prigionieri degli svedesi 10 generali russi, fra i quali lo stesso comandante in capo Croy, 10 colonnelli ed altri 30 ufficiali superiori, compreso il medico personale dello zar.
Gli svedesi avevano catturato 230 stendardi dell'esercito russo, l'intera artiglieria con 180 pezzi ed una grossa quantità di munizioni, oltre 20 000 moschetti e la cassa di guerra dello zar con 30 000 rubli d'oro. Le perdite russe possono solo essere stimate, ma delle truppe che avevano combattuto a Narva raggiunsero la città russa di Novgorod meno di 23 000 uomini. Le perdite russe quindi possono essere stimate fra 19 000 e 20 000 uomini, incluse quelli morti per fame, malattia o ferite ed i disertori. Alla fine dell'anno l'intera armata russa residua consisteva solo più di 34 000 soldati, privi però di cannoni, di munizioni, in parte addirittura di fucili e per di più di disciplina e morale.

## Conseguenze
Pietro il Grande imparò dai suoi errori: egli stimolò l'industria pesante russa a produrre armi moderne, con l'aiuto di esperti stranieri accrebbe e riformò l'antiquato esercito russo e lo portò all'altezza dei moderni eserciti europei. L'ostinata strategia di Carlo XII di Svezia, che per ben sette anni si impantanò nel territorio polacco per dar la caccia ad Augusto II con lo scopo di sbalzarlo dal trono polacco, diede il tempo a Pietro per portare a buon fine queste iniziative. Lo Zar poté così riformare esercito e flotta ed occupare una dopo l'altra le province svedesi prive di truppe di difesa e già nel 1704 i russi presero la fortezza di Narva.
Carlo XII non diede peso alla perdita delle provincie orientali, considerandole temporaneamente sacrificabili. Il Re era convinto dopo la battaglia di Narva che il suo esercito rimanesse enormemente superiore a quello russo e quindi in grado di sconfiggerlo in qualsiasi momento. Quando, nove anni dopo, i due eserciti si scontrarono nuovamente a Poltava, i progressi dell'esercito russo furono l'impressionante prova di come in realtà il sovrano di Stoccolma si sbagliasse.